# 51828 Іланрамон
51828 Іланрамон (51828 Ilanramon) — астероїд головного поясу, відкритий 20 липня 2001 року.
Тіссеранів параметр щодо Юпітера — 3,303.